# La falena (film 1916)
La falena è un film muto del 1916 diretto da Carmine Gallone.